# Gene FitzGerald
Gene FitzGerald (n. 21 august 1932, Crookstown⁠(d), County Cork, Munster⁠(d), Irlanda – d. 14 decembrie 2007, Cork, Irlanda) a fost un om politic irlandez, membru al Parlamentului European în perioada 1984-1989 din partea Irlandei. 